# Босанська Крупа
Босанська Крупа (босн. Bosanska Krupa, Krupski grad, серб. Босанска Крупа, хорв. Bosanska Krupa) — місто в північно-західній частині Боснії та Герцеговини на р. Уна. Входить до складу Федерації Боснії та Герцеговини. Адміністративний центр громади Босанської Крупи (босн. Krupske općine) є в Унсько-Санському кантоні.

## Географія
Місто розташоване в долині річки Уна, у центральній частині однойменної громади, у східній частині Унсько-Санського кантону. Площа міста складає 105 км².
Розташоване в передгірській території. Рельєф місцевості являє собою горбисті землі, оточені хребтами. Основна частина міста розташована в зниженій частині в дельті річки Уна. Середня висота на території міста становить 177 метра над рівнем моря. Абсолютна висота перевищує 320 метрів.
Через місто протікають річки Уна і Кружниця, що є головною водною артерією міста.
Клімат перехідний від помірного до субтропічного. Середньорічна кількість опадів становить 723 мм. У лютому при різкому перепаді температур дмуть сильні вітри.

## Історія

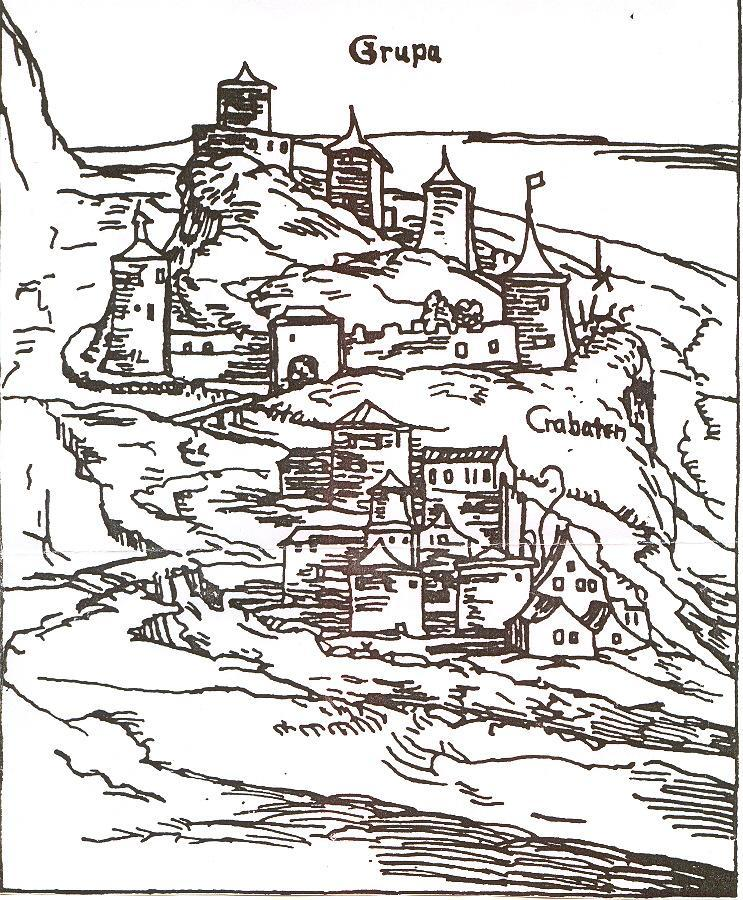
Графіка середньовічної Босанської Крупи

У середньовіччі місто входило до складу Хорватського королівства, пізніше — в Угорське королівство.
Під час походу османських військ на Відень (див. Облога Відня (1529)) місто Босанська Крупа було захоплене турками і поступово в ньому почав поширюватися іслам, який у подальшому став панівною релігією в місті.

## Населення
В 1991 році населення міста становило 14 416 чоловік. На 2013 рік в місті проживає 11 514 чоловік.
| рік перепису | 1991.           | 1981.           | 1971.           |
| боснійці     | 9.519 (66,03 %) | 6.858 (56,88 %) | 6.070 (67,63 %) |
| серби        | 4.044 (28,05 %) | 3.142 (26,06 %) | 2.433 (27,11 %) |
| хорвати      | 102 (0,70 %)    | 109 (0,90 %)    | 202 (2,25 %)    |
| югослави     | 551 (3,82 %)    | 1.764 (14,63 %) | 183 (2,03 %)    |
| інші         | 200 (1,38 %)    | 182 (1,50 %)    | 86 (0,95 %)     |
| всього       | 14.416          | 12.055          | 8.974           |

## Відомі особистості
- Горана Златкович (* 1951) — боснянський політик.
- Степан Бабонич Крупський
- Бранко Чопич

## Галерея

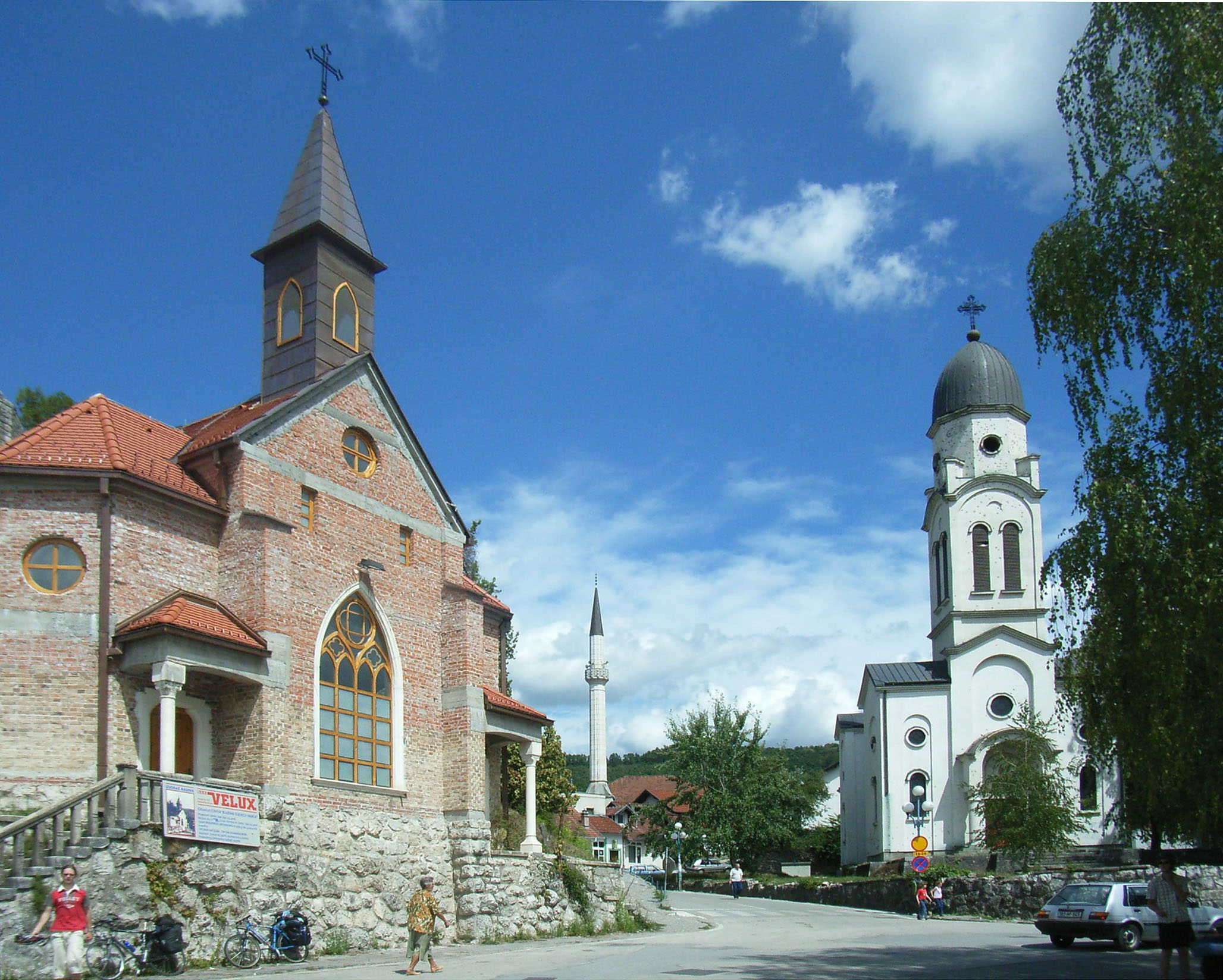
Католицький храм, мечеть і православна церква міста
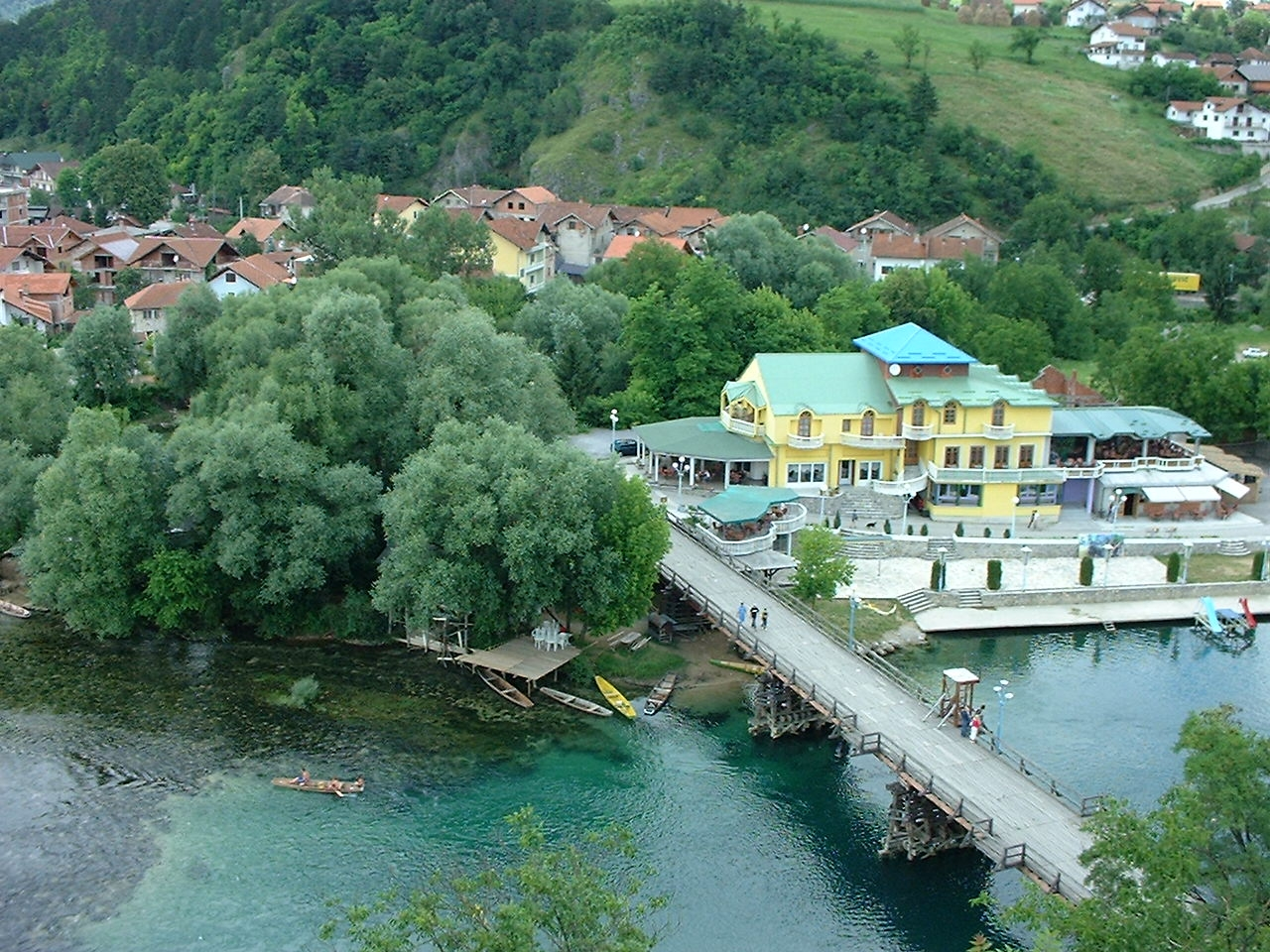
Дерев'яний міст через річку Уна
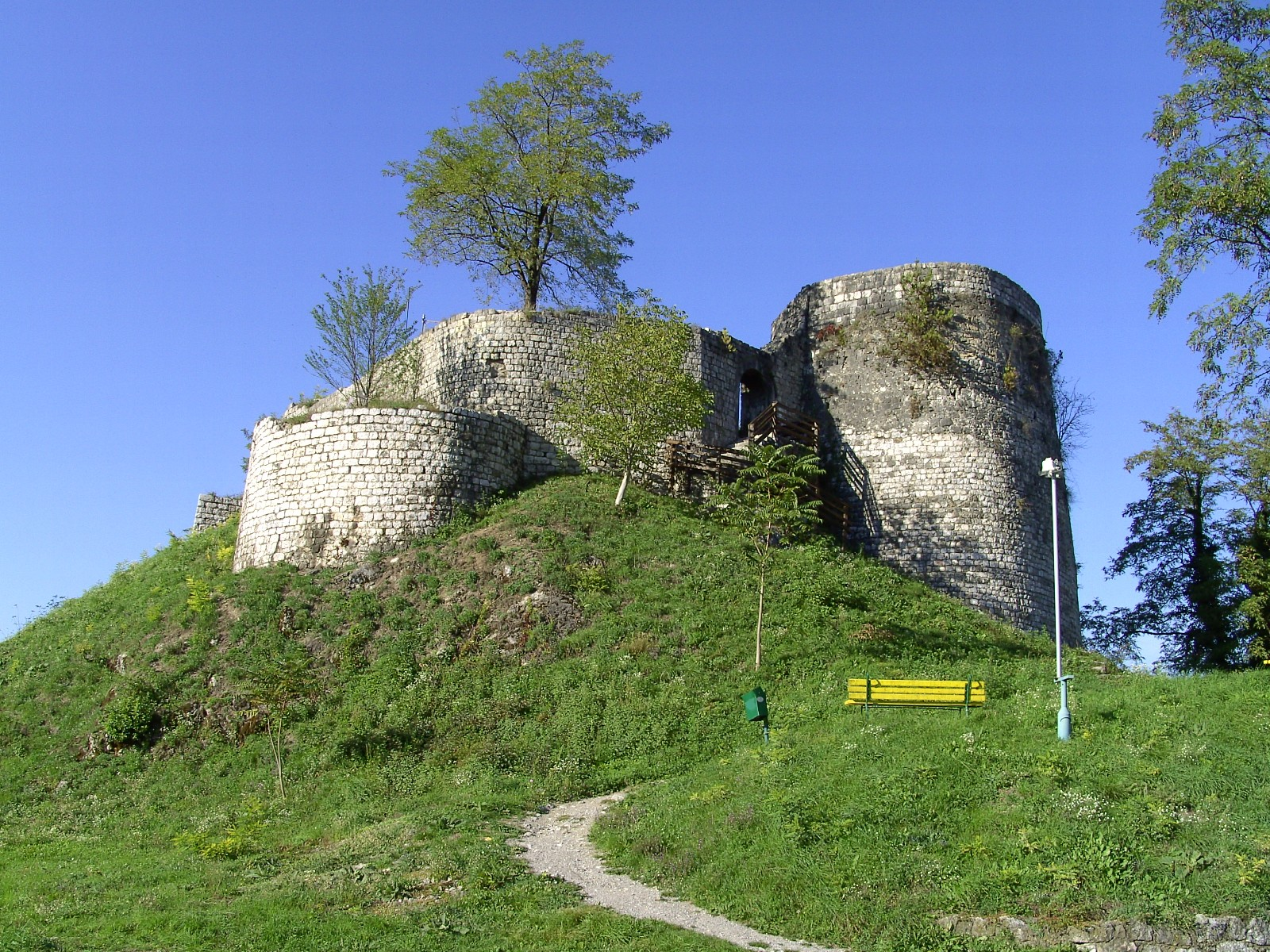
Стара фортеця біля міста
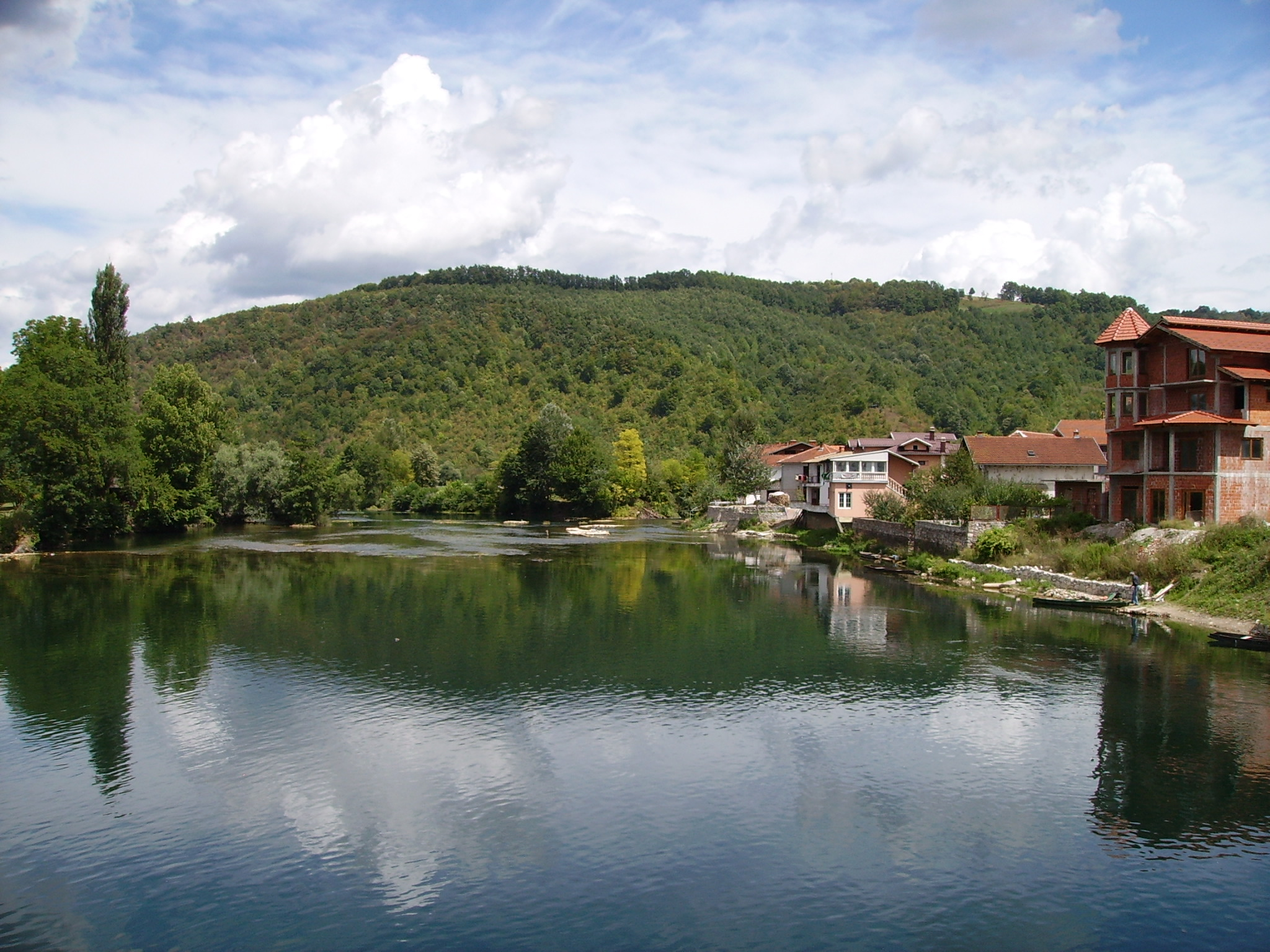
Річка Уна в межах міста
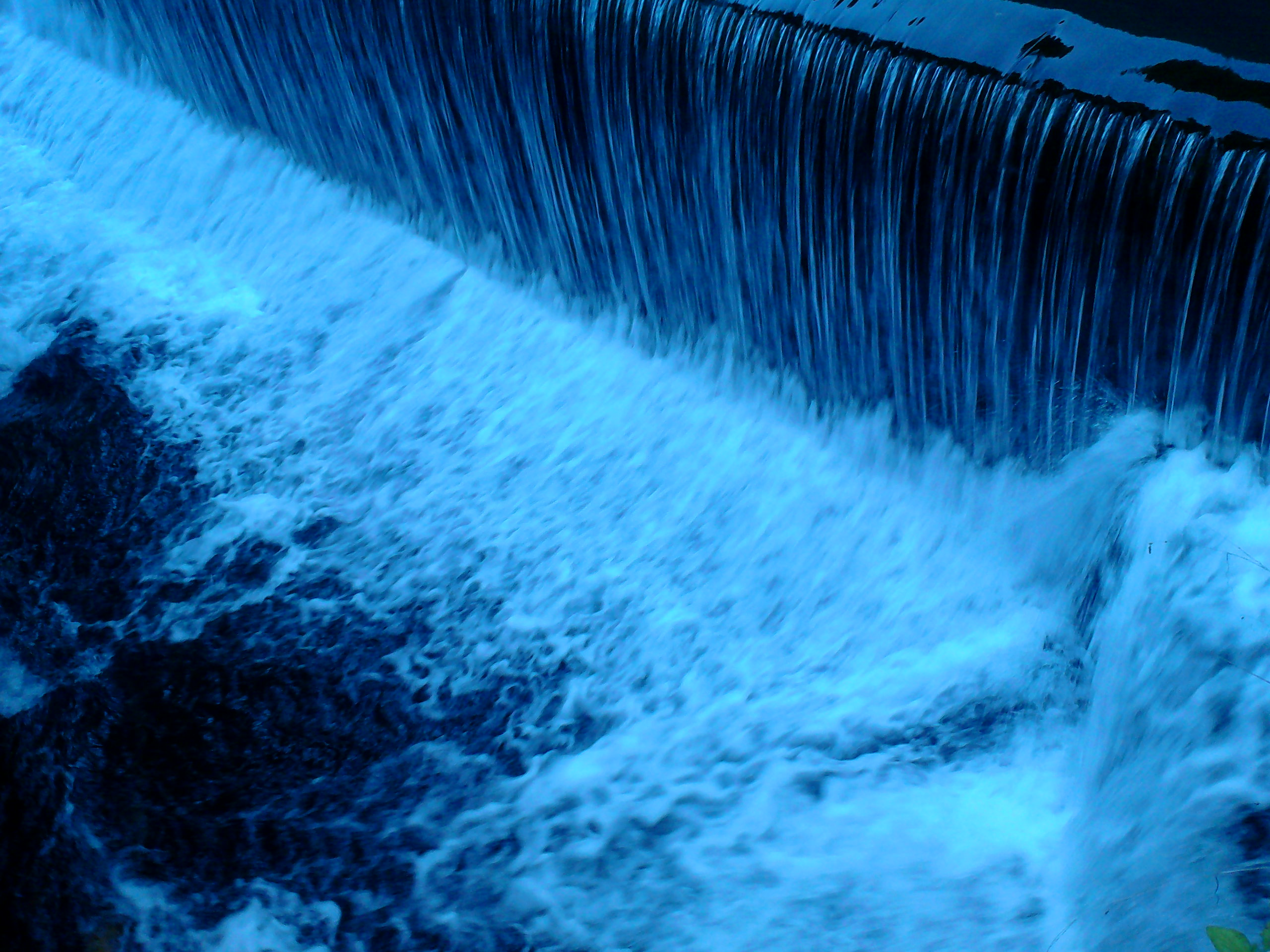
Річка Кружниця в межах міста